# Nyssodrysina haldemani
Nyssodrysina haldemani là một loài bọ cánh cứng trong họ Cerambycidae.